# The Sims 3: Ambitions
The Sims 3: Ambitions è la seconda espansione per il videogioco di simulazione di vita per computer The Sims 3. La data di uscita ufficiale è il 1º giugno 2010, anche se in Europa il gioco è stato disponibile sul mercato dal 4 giugno. Con questa espansione vengono introdotte nuove carriere e diverse professioni per i Sim. L'espansione è stata paragonata a The Sims 2 Funky Business per quanto riguarda lo sviluppo delle attività commerciali, e a The Sims 2 Free Time per l'introduzione di nuovi hobby.

## Il Gioco
L'espansione si concentra essenzialmente sullo sviluppo di carriere e di alcune abilità.

## Quartieri
L'espansione introduce un nuovo quartiere, Twinbrook. Il quartiere è fondamentalmente suddiviso in due zone: una paludosa (con acquitrini, strade sterrate e piante che solitamente crescono nelle paludi) e una urbanizzata (con case, edifici comuni, una bella spiaggia ecc.). Twinbrook è l'unico quartiere di The Sims 3 ad avere una lavanderia pubblica, una stazione dei pompieri, un salone di bellezza ed un deposito di rottami.

## Modalità Costruisci/Compra
In questa espansione è stato introdotto un nuovo sistema di regolazione dei tetti per cui è ora possibile modificarne la pendenza. È inoltre possibile costruire colonne a più piani.

## Nuove professioni
Questa espansione prevede l'introduzione di nuove professioni:
- Architetto
- Artista
- Acchiappa fantasmi
- Insegnante
- Inventore
- Investigatore privato
- Pompiere
- Stilista
- Tatuatore

Tramite queste professioni si può controllare il proprio Sim e gestire liberamente il suo lavoro non necessariamente con degli orari, ma non si potrà aprire una vera e propria attività domestica. Se sceglierà una di queste nuove professioni, il giocatore potrà seguire il proprio Sim al lavoro e dovrà fare attenzione a come questo svolgerà i propri compiti. Queste carriere potranno avere un impatto molto forte sul quartiere, modificarne l'assetto o l'aspetto e permetteranno ai Sim di modificare le relazioni con gli altri abitanti della città in maniera significativa. Grazie all'introduzione della carriera del vigile del fuoco, il giocatore potrà assistere per la prima volta alla formazione di terremoti: questi causeranno molteplici danni all'intera città e solo i vigili del fuoco potranno sperare di risolvere la situazione.
L'unica eccezione è costituita da quella nel settore della medicina: i medici potranno ora allontanarsi dall'ospedale per eseguire servizi all'esterno, come vaccinazioni o visite a domicilio. Una volta terminato il compito, però, questi dovranno immediatamente tornare al lavoro in ospedale.

## Attività commerciali
I Sim possono ora investire in attività commerciali già presenti nel quartiere. Si può iniziare diventando partner dell'attività e ricevendo un incasso settimanale e si può arrivare fino al punto di possedere l'intera attività, di cambiarle nome e di licenziare dei dipendenti. Nel caso dei lotti comunitari è possibile apportare delle modifiche alla struttura del posto e cercare di migliorarne l'appetibilità introducendo sempre più oggetti e decorazioni.

## Nuovi luoghi in città
- Negozio di oggetti usati, dove i Sim potranno vendere o comprare articoli a prezzo ridotto.
- Salone per stilisti, dove tutti i Sim possono andare per rifarsi il look da uno stilista professionista.
- Deposito di rottami, dove raccogliere gli scarti, essenziali per sviluppare alcune abilità per costruire statue e robot.

## Nuove abilità
Le nuove abilità in questa espansione sono Invenzione e Scultura che permettono di creare giocattoli, aggeggi vari, macchine del tempo e trivellatori.
All'ultimo livello della carriera si potrà creare l'invenzione finale, che consiste in un simbot, che potrà essere creato svolgendo alcune opportunità. Per creare il simbot servono 10 frutti della vita, del palladio e il taglio a cuore del diamante rosa.
Oltre a queste, esistono altre abilità nascoste, come quella di fare i tatuaggi o quella di rifare il look ai Sim e ci sarà anche un tratto chiamato coniglio salterino.

## Nuove attività
- I Sim potranno fare il bucato grazie all'introduzione della lavatrice, asciugatrice e corda da bucato per stendere i panni.
- Oltre alle automobili è possibile acquistare e girare la città con le moto.
- Oltre al taxi, i Sim possono muoversi in città utilizzando la metropolitana, correndo però il rischio di essere derubati.
- Mentre i Sim esplorano la galassia c'è la probabilità di essere colpiti da un meteorite rischiando la morte (eccetto se il Sim ha il tratto fortunato).